# Polje pri Bistrici
Polje pri Bistrici je naselje u slovenskoj Općini Bistrici ob Sotli. Polje pri Bistrici se nalazi u pokrajini Štajerskoj i statističkoj regiji Savinjskoj. 

## Stanovništvo
Prema popisu stanovništva iz 2002. godine naselje je imalo 88 stanovnika.